# Сторновей (аэропорт)
Аэропорт Сторновей (англ. Stornoway Airport, гэльск. Port-Adhair Steòrnabhagh) (ИАТА: SYY, ИКАО: EGPO) — аэропорт в 3.7 км к западу от города Сторновей на Льюисе, в западной части Шотландии. Королевские ВВС использовали аэродром как свою авиабазу до 1998 года.
Аэропорт Сторновей принадлежит и управляется HIAL, которая в свою очередь контролируется властями Шотландии. Аэродром впервые использовался в 1937, с тех пор он в основном использовался в военных целях. Самолёты НАТО использовали аэродром во время перелётов через Атлантический океан для остановок по пути в Гренландию и США.
В настоящее время летное поле главным образом используется для перевозок пассажиров и королевской почты. CHC Helicopter использует вертолёт Sikorsky S-92 G-CGMU, оборудованный для службы поиска и спасения от для нужд береговой службы. Команда вертолета совершила более чем 2000 полётов с момента создания службы в мае 1987 .
Аэропорт обслужил около 120,000 пассажиров в 2006.

## Авиакомпании и назначения
- British Airways
  - оператор Loganair (Эдинбург, Глазго, Инвернесс) (до 25 октября)
- Eastern Airways (Абердин)
- Flybe
  - оператор Loganair (Эдинбург, Глазго, Инвернесс) (с 25 октября)
- Highland Airways (Бенебекьюла, Инвернесс)